# 科爾多瓦 (肯塔基州)
科爾多瓦（英語：Cordova）是位於美國肯塔基州格蘭特縣的一個非建制地區。

## 地理
科爾多瓦所處的海拔為高於海平面221米（即725英呎），而該地所採用的時區為UTC-5，即北美東部時區（EST）。同時該地設有夏令時間，為UTC-5調快一小時，即UTC-4（EDT）。